# Manuel Comnè (curopalata)
Manuel Comnè, en grec medieval Μανουήλ Κομνηνός, va ser un aristòcrata de l'Imperi Romà d'Orient, fill d'Anna Dalassena i de Joan Comnè. Era nebot d'Isaac I Comnè i el germà gran d'Aleix I Comnè.
Sota el regnat de Romà IV Diògenes, va obtenir la dignitat de curopalata, en aquell moment força excepcional, i el càrrec de protoestrator. Cap al 1070, va dirigir les tropes de l'imperi a Anatòlia i va participar en l'inici de la campanya del 1071 contra l'Imperi Seljúcida. Va emmalaltir, sembla que d'otitis, i va morir ràpidament al monestir de la verge d'Alipos a la mateixa Anatòlia. La seva mare no va dubtar a enviar el seu tercer fill, el futur Aleix I, davant de l'emperador per oferir-lo en el seu lloc i de mantenir les posicions de la família. Però Romà IV va considerar que era massa jove i li ordenà tornar a casa a Constantinoble.
Manuel va deixar una nena, que durant un temps va estar compromesa amb el net de Nicèfor III, abans del cop d'estat d'Aleix I.